# Dépopulation urbaine
 (novembre 2023).

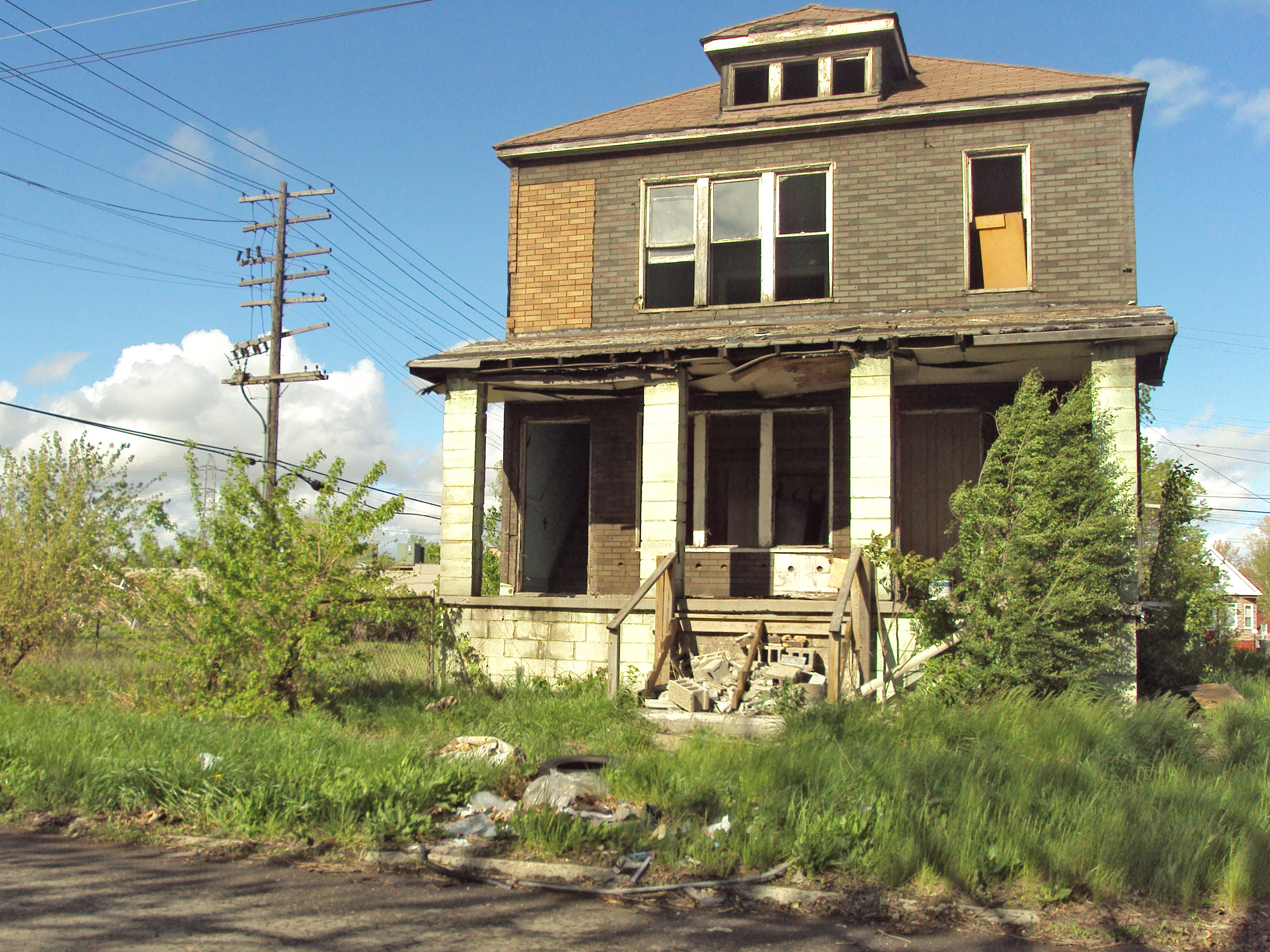
Maison abandonnée à Delray, Detroit MI

Les villes en déclin ou dépopulation urbaine se référent à des agglomérations urbaines qui ont connu une perte de population notable par le départ massif des habitants. Les infrastructures de ces villes ayant été construites pour une population plus nombreuse, leur entretien constitue une préoccupation majeure.